# Isole Similan
Le isole Similan (in lingua thailandese: หมู่เกาะสิมิลัน) costituiscono un arcipelago della Thailandia, che appartiene alla provincia di Phang Nga.
Il gruppo di isole è stato stabilito parco nazionale nel 1982.

## Isole
L'arcipelago è composto da 11 isole:
- Ko Tachai
- Ko Bon o Ko Talu
- Ko Ba-ngu o Ko Bayu
- Ko Similan
- Ko Hin Pousar
- Ko Payu o Ko Pa Yu
- Ko Ha
- Ko Miang o Ko Meang
- Ko Payan o Ko Pa Yan
- Ko Payang o Ko Pa Yang
- Ko Huyong o Ko Hu Yong